# Joc d'estirar la corda als Jocs Olímpics d'estiu de 1904
Als Jocs Olímpics de 1904, es disputà una competició masculina del joc d'estirar la corda. Sis equips de tres nacions hi van competir, amb un total de 30 atletes involucrats.
Els quatre equips dels Estats Units van obtenir les 4 primeres posicions.

## Resum de medalles
| Or                                                                                                | Argent | Bronze |
| Milwaukee Athletic ClubPatrick Flanagan Sidney Johnson Oscar Olson Conrad Magnusson Henry Seiling | Southwest Turnverein of St. Louis No. 1Max Braun August Rodenberg Charles Rose William Seiling Orrin Upshaw | Southwest Turnverein of St. Louis No. 2Oscar Friede Charles Haberkorn Harry Jacobs Frank Kugler Charles Thias |

## Resultats

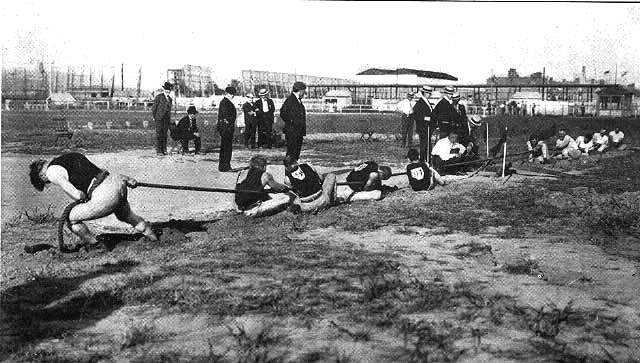
Joc d'estirar la corda als Jocs Olímpics del 1904.

La competició es disputà el 30 d'agost i l'1 de setembre.

### Quarts de final
Els perdedors són eliminats.
| Guanyador                                 | Perdedor     |
| ----------------------------------------- | ------------ |
| Milwaukee Athletic Club                   | Boers        |
| Southwest Turnverein of Saint Louis No. 1 | Pan-Hellenic |
| New York Athletic Club                    | lliura       |
| Southwest Turnverein of Saint Louis No. 2 | lliura       |

### Semifinals
Els perdedors participen en una repesca per la segona posició.
| Guanyador               | Perdedor                                  |
| ----------------------- | ----------------------------------------- |
| Milwaukee Athletic Club | Southwest Turnverein of Saint Louis No. 1 |
| New York Athletic Club  | Southwest Turnverein of Saint Louis No. 2 |

### Final
El guanyador obté la medalla d'or. El perdedor passa a la repesca per la segona posició.
| Guanyador               | Perdedor               |
| ----------------------- | ---------------------- |
| Milwaukee Athletic Club | New York Athletic Club |

### Semifinal per la plata
El guanyador es classifica per jugar per la medalla d'argent contra el perdedor de la final.
| Guanyador                                 | Perdedor                                  |
| ----------------------------------------- | ----------------------------------------- |
| Southwest Turnverein of Saint Louis No. 1 | Southwest Turnverein of Saint Louis No. 2 |

### Partit per la medalla d'argent
L'equip de New York no es presentà i la medalla de plata fou per Saint Louis No. 1.

### Partit per la medalla de bronze
L'equip de New York no es presentà i la medalla de bronze fou per Saint Louis No. 2.

### Classificació final
| Posició | Equip                                     | Nació        |
| ------- | ----------------------------------------- | ------------ |
| Or      | Milwaukee Athletic Club                   | Estats Units |
| Plata   | Southwest Turnverein of Saint Louis No. 1 | Estats Units |
| Bronze  | Southwest Turnverein of Saint Louis No. 2 | Estats Units |
| 4       | New York Athletic Club                    | Estats Units |
| 5-6     | Pan-Hellenic                              | Grècia       |
| 5-6     | Boers                                     | Sud-àfrica   |

## Medaller
| Posició | País         | Or | Argent | Bronze | Total |
| 1       | Estats Units | 1  | 1      | 1      | 3     |